# اسپولتو
اسپولتو (به ایتالیایی: Spoleto) یک کومونه در ایتالیا است که در استان پروجا واقع شده‌است. این شهر ۶۳ کیلومتر با پروجا, ۲۱۲ کیلومتر با فلورانس و ۱۲۶ کیلومتر با رم فاصله دارد.

## خصوصیات
اسپولتو ۳۴۹ کیلومترمربع مساحت و ۳۸٬۲۸۳ نفر جمعیت دارد و ۳۹۶ متر بالاتر از سطح دریا واقع شده‌است.

## خواهرخوانده
شهرهای شوتسینگن و کاخامارکا خواهرخوانده‌های اسپولتو هستند.